# Обични опосум
Обични опосум (лат. Didelphis marsupialis), јужни опосум, црноухи опосум или само опосум, је врста торбара која настањује простор од сјевероисточног Мексика до Боливије, укључујући и Мале Антиле. Могу се наћи у градовима, пољима и шумама.

## Опис
Достижу величину од 32 до 50 cm (приближно величини кућне мачке) и имају дуг реп без длаке. Могу достићи тежину од 5,5 килограма. Боја им варира од бијеле до сиве боје и најчешће имају три црне линије на глави (по једна преко оба ока и једна на средини главе). Све четири ноге имају по пет прстију са канџама осим задњих ногу чији је први прст без канџе. У усној дупљи се налази 50 оштрих зуба.

## Исхрана
Опосуми су сваштоједи. Основ исхране им представљају инсекти и мали кичмењаци, али такође једу храну биљног поријекла као што су плодови и коријење.

## Станиште
Најчешће станиште опосумима представљају травнате површине и тропске и суптропске шуме на висинама до 2.000 m. Лако је припитомљавају па се често могу наћи у парковима и градовима. Они су ноћи активни и најчешће сами иду у потрагу за храном. Према другим припадницима своје врсте се најчешће понашају агресивно. Добри су пливачи и пењачи (користе реп током пењања). Преко дана се сакривају у пукотинама, шупљем дрвећу, рупама у земљи или у гнијезду кога су направили од суве траве и лишћа. Не настањују трајно одређени простор, већ се селе сваких пар мјесеци. Док станују на неком простору, агресивно бране своју територију од других опосума и животиња. Природни непријатељи опосума су којоти, лисице, сове и друге птице грабљивице. У тренуцима опасности праве се мртви. Имуни су на змијски отров и на друге отрове.

## Размножавање
Женске јединке имају добро развијену торбу са око 13 сједишта која су кружно распоређена. Након дванаест до четрнаест дана трудноће (једна од најкраћих трудноћа код сисара) се рађа око 20 младунаца. Новорођенчад су дуги око 1 центиметар и тешки су 0,13 грама. У неким случајевима не могу сва младунчад да стану у торбу. Након два до три мјесеца они напуштају торбу. Када им у торби постане тијесно, нека младунчад јашу на леђима мајке. Са 4 мјесеца могу да живе самостално, а након прве године живота постају полно зрели. У току једне године, женка може до три генерације младунаца да отхрани. Слободни опосуми у природи живе најдуже четири године, док у заточеништву могу живјети 5 година.